# Gert Fransen
Gert Fransen (pseudoniem: Gerard François) (Antwerpen, 2 juni 1964) is een voormalig Vlaams striptekenaar.

## Levensloop
Hij volgde de opleiding toegepaste Grafiek aan het Sint Lucas Paviljoen te Antwerpen waar hij de klaslokalen deelde met striptekenaars Eric D'hondt en Raf Ravijts. Tijdens deze opleiding startte hij op vraag van uitgeverij Wereldwijd met een kortstrip "De wereld volgens Wolf" voor hun jongerenuitgave "Harmattan". In 1985 bleek er een mogelijk te zijn voor de start van een volwaardige strip die hij met beide handen greep. De "Avonturen van Pisarro" werden dan ook drie jaar na elkaar tijdens de vakantieperiode getekend.
Na drie albums werd besloten een andere richting uit te gaan en de reeks werd stopgezet. Gert Fransen tekent niet meer onder zijn pseudoniem maar leidt het reclamebureau Communication Matters.
Gert Fransen is sinds 1991 gehuwd en heeft twee adoptiezonen. Beide broers werden in Haïti geboren. Sinds 2004 woont het gezin in Grobbendonk. Zijn politieke engagement, dat zijn roots in Antwerpen heeft, werd vertaald in het lokale sp.a-voorzitterschap. Sedert 1 januari 2016 is hij tevens schepen van de gemeente Grobbendonk.
In 2017 nam hij ontslag uit de sp.a . Samen met Anne Appeltans-Janssen, gewezen OCMW voorzitster in Grobbendonk, nam hij deel aan de verkiezingen met "De Lokale Lijst". Anne Appeltans-Janssen werd verkozen, maar kon omwille van professionele redenen niet meer zetelen. Gert Fransen nam in opvolging van haar plaats in de gemeenteraad.
In januari 2019 ging Gert in Brussel aan de slag als 'adviseur communicatie en events' voor de Vlaamse Hogescholenraad.
Op 16 november 2021 nam Gert Fransen ontslag als gemeenteraadslid in Grobbendonk. Hij werd opgevolgd door Eline Liesenborghs.